# Bay View (Nouvelle-Zélande)
Pour les articles homonymes, voir Bay View.
Bay View est une ville de la région de Hawke's Bay dans l’est de l’île du Nord de la  Nouvelle-Zélande.

## Situation
Elle siège sur le parcours de la route State Highway 2 (en), à 9 kilomètres au nord du centre de la cité de Napier.
Le cours d'eau Esk se jette dans la mer juste au nord de la ville.
Le aéroport de Hawke's Bay (en) et la banlieue  de Westshore de  Napier, siègent juste au sud.

## Toponymie
La zone était précédemment connue comme:la  Petane

## Gouvernance
Elle est administrée par le conseil de la cité de Napier (en).

## Histoire
Bay view fut prise par les Maoris au début des années 1860 avec l’idée d’attaquer Napier .

## Marae
Le marae de Petane est localisé dans ‘Bay View’.
C’est un terrain de rencontre pour l’iwi (tribu) des Ngāti Kahungunu et ses hapū (sous-tribus) des Ngāti Matepu (en) et des Ngāti Whakaari (en), et qui comprend la maison de rencontre ou wharenui nommée « Te Amiki »  , 